# Ultimate Tron II
Ultimate Tron II is een videospel voor de Commodore 64. Het spel werd uitgebracht in 1990. 